# Dominika Poleszak
Dominika Poleszak (ur. 21 stycznia 1997) – polska koszykarka, występująca na pozycjach silnej skrzydłowej lub środkowej, obecnie zawodniczka AZS-u UMCS II Lublin.
W 2012 i 2013 wystąpiła w mistrzostwach Polski U–16 z UKS-em Piątką Lublin. W 2014 wzięła udział w mistrzostwach U–18.
21 sierpnia 2020 została zawodniczką Ślęzy Wrocław.